# 赞助类顶级域
赞助类顶级域（英語：sponsored top-level domain，缩写：sTLD）是互联网域名系统中顶级域的一种，由互联网号码分配局（IANA）管理。
通常意义上来讲，赞助类顶级域是一种特殊的顶级域，该种类的每个域名都有一个代表相关社群——如民族、地理位置、专业领域、科技或者其他主题的赞助机构，通常由这些机构发布注册流程，并对注册人资格严格限制。其他类型的顶级域则直接由整个互联网社群通过ICANN相关流程建立。

## 简介
自20世纪80年代互联网引入域名系统以来，除去预先制定的域名，并没有出现任何新的顶级域。2000年4月，通用名称支持组织（GNSO）的前身——域名支持组织（DNSO）提出引入新政策用来处理新申请的域名。同年7月15至16日，在日本横滨召开的会议上，ICANN成员一致通过这项决议。

## 清单
下面是目前存在的所有赞助类顶级域：
| 顶级域名称 | 注册限制                                                       | 赞助（管理）机构           |
| ---------- | -------------------------------------------------------------- | -------------------------- |
| .aero      | 空中运输行业成员                                               | 国际航空电讯集团公司       |
| .asia      | 亚太地区的公司、组织或个人                                     | DotAsia公司                |
| .cat       | 加泰罗尼亚语言和文化社群                                       | Fundació puntCat           |
| .coop      | 合作社                                                         | DotCooperation有限责任公司 |
| .edu       | 受美国教育部认可的高等教育院校                                 | EDUCAUSE协会               |
| .gov       | 美国政府部门                                                   | 美国联邦总务署             |
| .int       | 由条约而成立的国际性机构以及在联合国有“观察员”身份的非政府机构 | IANA                       |
| .jobs      | 人力资源经理                                                   | 美国人力资源管理协会       |
| .mil       | 美国军队                                                       | 美国国防部网络信息中心     |
| .mobi      | 移动产品和服务的供应商或消费者                                 | 艾斐域                     |
| .museum    | 博物馆                                                         | 博物馆域管理协会           |
| .post      | 邮政服务                                                       | 万国邮政联盟               |
| .tel       | 黄页发布                                                       | Telnic公司                 |
| .travel    | 旅行社、旅游航线、旅馆经营者或旅游部门等相关机构               | Tralliance公司             |
| .xxx       | 成人网站                                                       | ICM注册局                  |